# Collepasso
Collepasso – miejscowość i gmina we Włoszech, w regionie Apulia, w prowincji Lecce.
Według danych na rok 2004 gminę zamieszkiwały 6654 osoby, 554,5 os./km².